# Sue Pettett
Sue Pettett (eigentlich Susan Pettett, verheiratete Smith; * 23. Januar 1956) ist eine ehemalige britische Sprinterin.
1974 siegte sie bei den British Commonwealth Games in Christchurch mit der englischen Mannschaft in der 4-mal-400-Meter-Staffel.
Ihre persönliche Bestzeit über 400 m von 54,44 s stellte sie am 24. August 1973 in Duisburg auf.